# Psaliodes pomona
Psaliodes pomona är en fjärilsart som beskrevs av Druce 1893. Psaliodes pomona ingår i släktet Psaliodes och familjen mätare. Inga underarter finns listade i Catalogue of Life.